# Félix Buhot
Pour les articles homonymes, voir Buhot.
Félix Buhot, né le 9 juillet 1847 à Valognes et mort le 26 avril 1898 dans le 4e arrondissement de Paris, est un artiste peintre, graveur et illustrateur français.

## Biographie
Félix Buhot est le fils de Florentin Louis Buhot et d'Anne Appoline Buhot, née Jobelin. Il épousa le 15 juin 1881 à Folkestone Henrietta (1841-1913) fille du peintre aquarelliste britannique Henry Johnston, et tante de Marc-Antoine de Lavis-Trafford.
Il participe pleinement du renouveau de l'eau-forte au XIXe siècle aux côtés de graveurs comme Félix Bracquemond ou Charles Jacque.
Les eaux fortes de Buhot sont célèbres pour leurs marges dites « symphoniques » : aux côtés du sujet central, l'artiste réalise dans les marges des ajouts — on parle aussi de « remarques » — parfois très détaillés. C'est lui qui grave les estampes de l'album Japonisme d'après la collection de Philippe Burty, en avril 1883. Félix Buhot et son épouse Henriette Johnston sont très proches du couple d'Henri Guérard et Eva Gonzalès.
Buhot signe ses œuvres au moyen du monogramme « FB » qui apparaît parfois inversé. Il signe parfois aussi d'un hibou ou du pseudonyme anagramme « Tohub », comme dans Paris à l'eau-forte ou L'Illustration nouvelle.
Il illustre, entre autres, des œuvres de Jules Barbey d'Aurevilly.
Une exposition lui a été consacrée en février 1888 à New York chez Frederick Keppel.
Il est le père du peintre Jean Buhot.
Il est inhumé au cimetière de l'Ouest de Boulogne-Billancourt.

## Œuvres
Nemours, Château-Musée : 
- Matinée d'hiver au quai de l'Hôtel Dieu à Paris, 1876, eau-forte, 44 x 31 cm. 1907.121.1.
- L'Enterrement du burin, frontispice pour l'Illustration Nouvelle, 1877, eau-forte, 34 x 27 cm. 2017.17.1.
- L'Hiver 1879 place Bréda, 1879, eau-forte, 28 × 28,7 cm. 1907.121.1[4].

Paris, Musée du Louvre :
- La Rue de Gisors à Valognes, dessin.
- Vue de Valognes, dessin.
- Vue de la route de Cherbourg, à Valognes, dessin.

Paris, INHA : 
- La Falaise. Baie de Saint Malo : L'Abri Dinard  1889-1890  (L 977), collections Jacques Doucet.

Non localisées :
- L’Hiver à Paris ou La Neige à Paris, eau-forte avec marges symphoniques, neuf états, 1879[5] ;
- La Falaise - Baie de Saint-Malo, Paris 1892 ; ancienne collection André Fontaine reproduit p. 145 Félix Buhot Peintre-Graveur 1982.

Œuvres de Félix Buhot
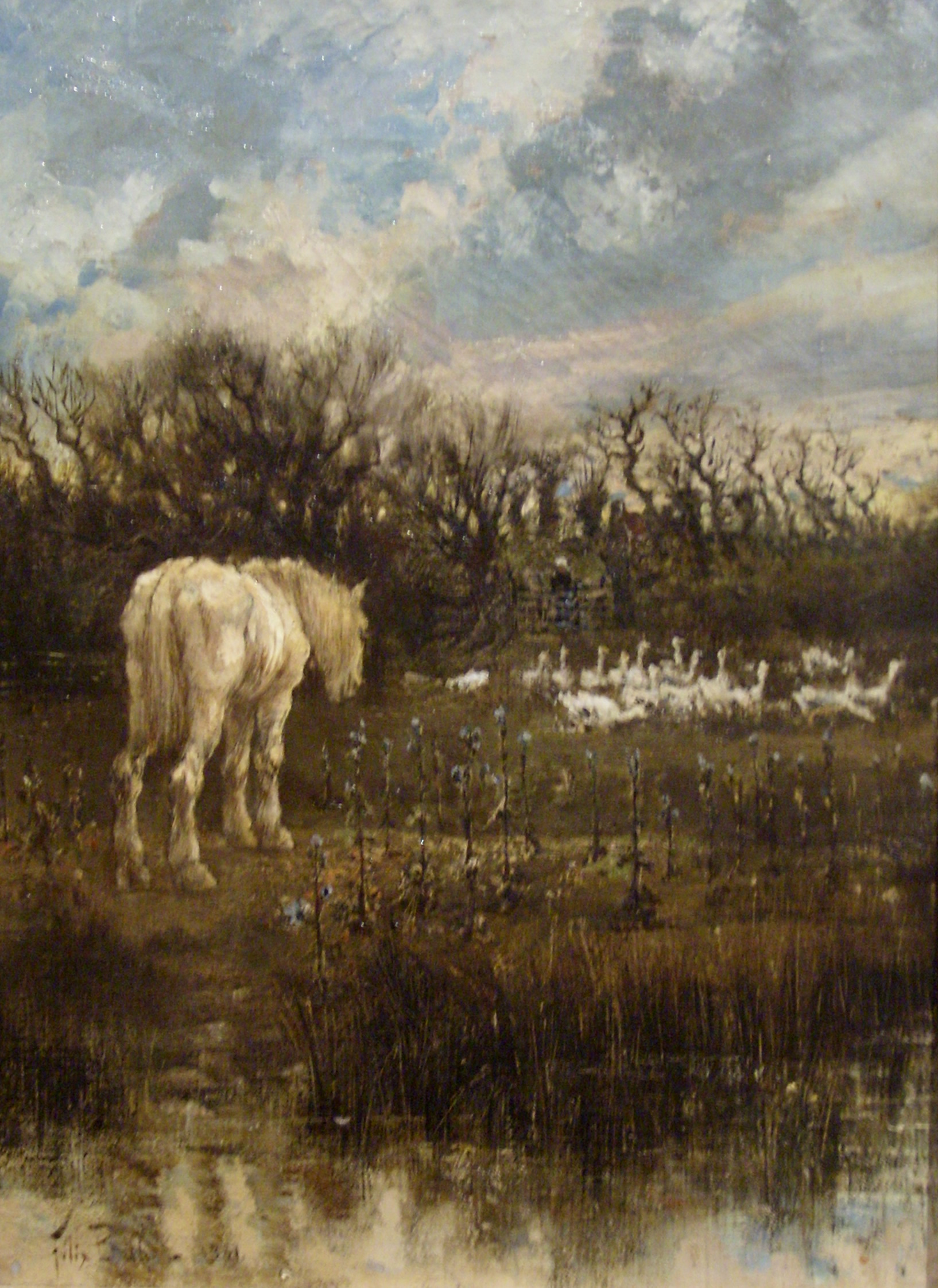
Le Vieux cheval (1881), musée Thomas-Henry, Cherbourg.
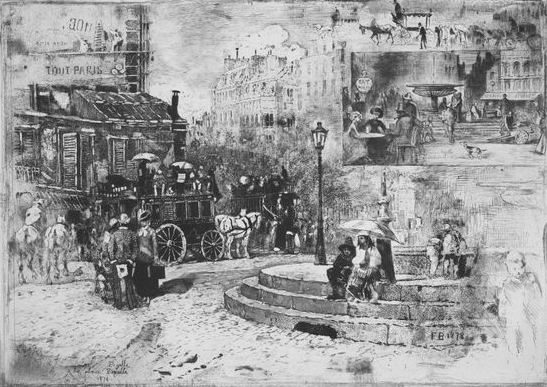
La place Pigalle en 1878 (1878), gravure, New York Public Library.
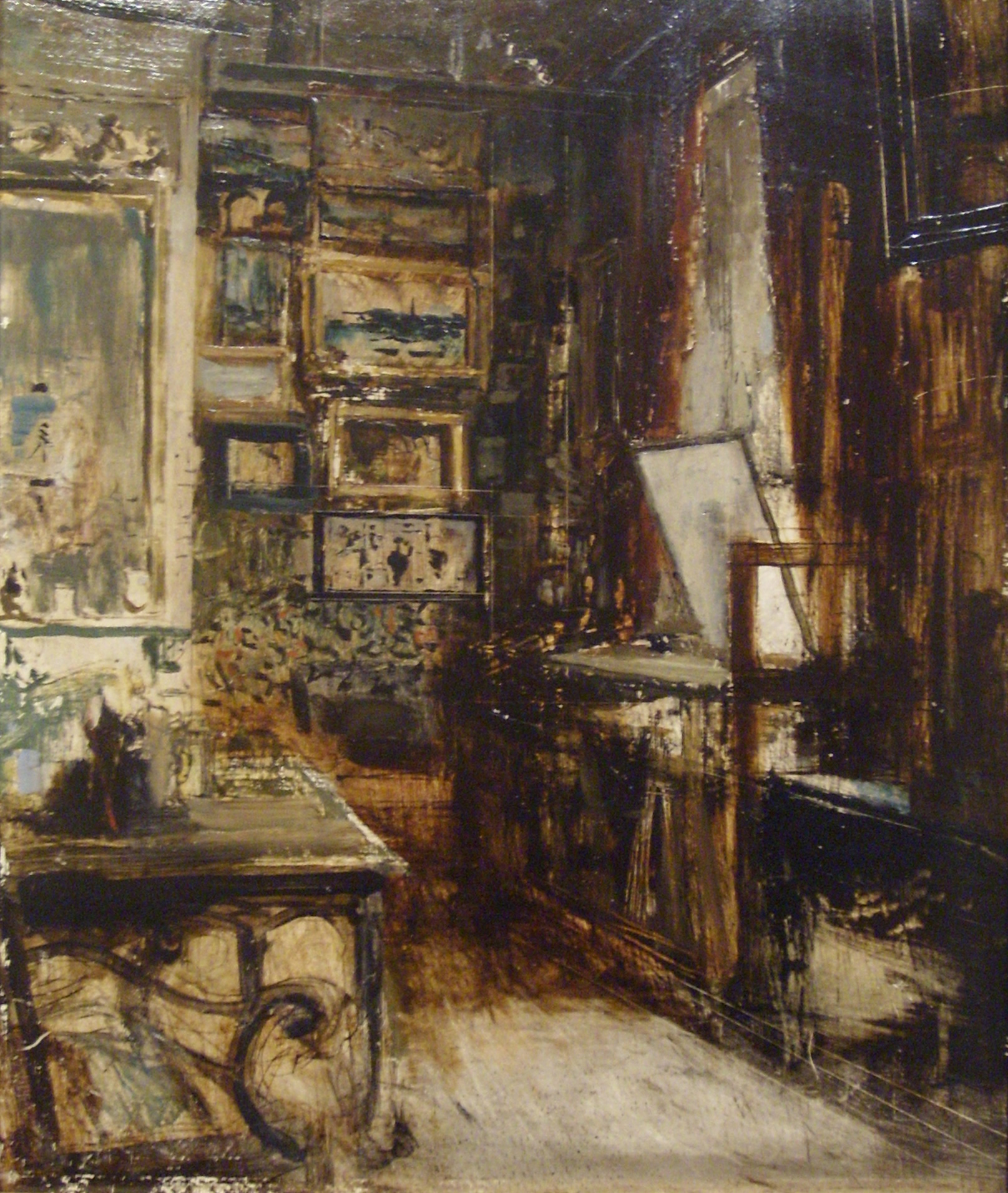
Coin d'atelier au 71 Bd de Clichy (1886-1889), musée Thomas-Henry, Cherbourg.